# 平賀学園台
平賀学園台（ひらかがくえんだい）は、千葉県印西市の町丁。現行行政地名は平賀学園台一丁目から平賀学園台三丁目。郵便番号270-1606。

## 地理
周囲は平賀に隣接している。

## 世帯数と人口
2017年（平成29年）10月31日現在の世帯数と人口は以下の通りである。
| 丁目             | 世帯数    | 人口    |
| ---------------- | --------- | ------- |
| 平賀学園台一丁目 | 578世帯   | 578人   |
| 平賀学園台二丁目 | 389世帯   | 1,035人 |
| 平賀学園台三丁目 | 350世帯   | 877人   |
| 計               | 1,317世帯 | 2,490人 |

## 小・中学校の学区
市立小・中学校に通う場合、学区は以下の通りとなる。
| 丁目             | 番地 | 小学校             | 中学校             |
| ---------------- | ---- | ------------------ | ------------------ |
| 平賀学園台一丁目 | 全域 | 印西市立平賀小学校 | 印西市立印旛中学校 |
| 平賀学園台二丁目 | 全域 | 印西市立平賀小学校 | 印西市立印旛中学校 |
| 平賀学園台三丁目 | 全域 | 印西市立平賀小学校 | 印西市立印旛中学校 |

## 施設

### 一丁目
- 順天堂大学さくらキャンパス

### 二丁目
- 平賀学園台自治会館
- おはよう公園
- さざなみ公園
- 日だまり公園

### 三丁目
- 学園台集会所
- かけっこ公園
- にぎわい公園

## 交通

### バス
- ちばグリーンバス[5]
  - JR酒々井駅 ～ 学園台[6]
    - （平賀） - 学園台中央 - 学園台